# Сент Пол (Мисури)
Сент Пол (енгл. St. Paul) град је у америчкој савезној држави Мисури.

## Демографија
По попису из 2010. године број становника је 1.829, што је 195 (11,9%) становника више него 2000. године.
| Група             | 2000.         | 2010.         |
| Белци             | 1.601 (98,0%) | 1.803 (98,6%) |
| Афроамериканци    | 1 (0,1%)      | 6 (0,3%)      |
| Азијати           | 0 (0,0%)      | 2 (0,1%)      |
| Хиспаноамериканци | 21 (1,3%)     | 8 (0,4%)      |
| Укупно            | 1.634         | 1.829         |